# Piruvato desidrogenase quinase
Piruvato desidrogenase quinase (também piruvato desidrogenase complexo quinase, PDC quinase, ou PDK (do inglês pyruvate dehydrogenase kinase). Classificada com número EC 2.7.11.2, é uma enzima quinase a qual atua inativando a enzima piruvato desidrogenase por fosforilação por meio de ATP. 
PDK participa na regulação do complexo piruvato dehidrogenase da qual piruvato dehidrogenase é o primeiro componente. Tanto PDK e o complexo piruvato dehidrogenase estão localizados na matrix mitocondrial dos eucariotas. O complexo atua em converter piruvato (um produto da glicólise no citosol) a acetilcoenzima A ou "acetil-coA", a qual então é oxidada na mitocôndria para produzir energia, no ciclo de ácido cítrico, também chamado ciclo de Krebs. Por atuar limitando a atividade deste complexo, PDK irá diminuir a oxidação de piruvato na mitocôndra e aumenta a conversão de piruvato em lactato no citosol.
A ação opsta do PDK, nomeada a defosforilação e ativação da piruvato desidrogenase, é catalisada por uma fosfoproteína fosfatase chamada piruvato desidrogenase fosfatase.

## Genes
PDK tem quatro isoenzimas:
- PDK1
- PDK2
- PDK3
- PDK4

## Regulação
Piruvato desidrogenase quinase é estimulada por ATP, NADH e acetilcoenzima A. 
É inibida por ADP, NAD+, CoA-SH e piruvato. 
Piruvato desidrogenase quinase é também inibida pela droga ácido dicloroacético o qual tem sido testado como um tratamento de certas doenças metabólicas e está sob investigação como um tratamento de câncer.